# Friedrich Wilhelm Hirz
Friedrich Wilhelm Hirz (* 21. Juni 1896 in Bielefeld; † unbekannt) war ein deutscher Verwaltungsbeamter, Landrat des Landkreises Jüterbog-Luckenwalde und dort in Personalunion Kreisleiter der NSDAP.

## Leben
Hirz war der Sohn des Kaufmanns Heinrich Hirz und der Ida Troost. Er wuchs in seinem Geburtsort Bielefeld auf und besuchte, zunächst die Vorschule und bei Beginn des Ersten Weltkriegs dann das Realgymnasium in Betzdorf an der Sieg. Hier blieb er bis April 1915 und schloss mit dem Reifezeugnis ab. Hirz konnte wegen einer Sportverletzung nicht sofort Soldat werden. Im Mai 1915 wurde er aber beim Feld-Artillerie-Regiment 22 ausgebildet, 1918 zum Leutnant der Reserve ernannt. Bis 1919 war er Mitglied beim Stahlhelm und Zeitfreiwilliger beim Freikorps Lichtschlag, dieses lag in seiner Heimatstadt Bielefeld in Garnison. Das Freikorps beteiligte sich am Kapp-Putsch und an den Kämpfen im Ruhrgebiet. Während dieser Zeit war er Mitglied beim Nationalverband Deutscher Offiziere.
Beruflich betätigte sich er beim elterlichen Manufakturgeschäft, welches er später auf Wunsch des Vaters übernehmen sollte; wurde Volontär in Celle und Frankfurt am Main. Parallel lief sein Studium der Nationalökonomie, vier Semester. Das Studium schloss Hirz nicht ab. 1922 besuchte er zwei Semester das Technikum für Textil-Industrie in Reutlingen. In dieser Stadt trat er am 12. Februar 1923 der NSDAP bei, Nr. 21.418, und wirkte zeitweise dort als Ortsgruppenleiter, auch für die Wander- und Sportabteilung für Reutlingen und Umgebung. Am 1. Mai 1923 nahm Hirz in München an einer größeren NS-Versammlung teil. Ab Herbst 1923 war Hirz wieder kurz im elterlichen Geschäft. Im Frühjahr 1924 stand die besagte Sportabteilung Reutlingen unter Anklage, wurde aber durch die DNVP-Regierung für Baden amnestiert. Erneut soll er sich bis 1925 beim Nationalverband Deutscher Offiziere betätigt haben, er gründete die Bielefelder Ortsgruppe. Die Firma der Eltern führte weiterhin der Vater. So konnte Friedrich Wilhelm Hirz in die Heimat seiner Frau Gertrud Mylius nach Neumarkt bei Jüterbog ziehen, die Heirat fand 1928 statt. Das Ehepaar hatte vier Töchter. In der Nähe von Jüterbog, auf dem Quellenhof, gründete Hirz eine Geflügelfarm und erwarb 80 Morgen als Fläche für den Hof.
Zum 1. September 1931 trat Hirz der neu gegründeten NSDAP bei (Mitgliedsnummer 666.356) und wurde am 1. August des gleichen Jahres Kreisleiter für die Region Jüterbog-Luckenwalde, seine Frau wurde später ebenso Mitglied der NS-Partei. 1933 übte er die Funktion eines Gauinspektors für mehrere Nachbarkreise aus. Zeitweise war er ab Mitte Mai 1933 als Staatskommissar Leiter der Stadtverordnetenversammlung Luckenwalde und somit faktisch Bürgermeister; diese Stelle war unbesetzt. Die Bestallung erfolgte durch Erich Schmiedicke, damals mit den Geschäften des Gauleiters des Gaues Mark Brandenburg beauftragt, und konkret auf einen Schmähbrief eines Luckenwalder Arztes an Kurt Daluege wider der SPD in Luckenwalde bezogen. Hirz wurde auch Mitglied des Provinziallandtages Brandenburg und am 26. Juni 1933 Landrat des Kreises Jüterbog-Luckenwalde, als Nachfolger des Rudolf Usinger, in Beibehaltung seiner Funktion des NSDAP-Kreisleiter. Die Ausübung dieser Doppelfunktion im Gau Mark Brandenburg blieb lange ein Novum. Im November 1933 wurde Hirz, erfolglos ausgestattet mit einem hinteren Listenplatz, zur Reichstagswahl vorgeschlagen. Gleichzeitig übte er Druck auf jüdische Ladenbesitzer wie Leo Gottschalk aus, der im Herbst 1933 sein Salamander-Schuhgeschäft in Luckenwalde aufgab und nach Berlin zog. Mit der regionalen NSDAP unterstanden ihm auch deren Untergliederungen. In der NSDAP-Kreisleitung war er 1934 parallel Kreispropagandaleiter. Innerhalb der Kreisbehörde übte er zugleich noch den Leiter des Versicherungsamtes aus.
1939 saß Hirz im Aufsichtsrat der Jüterbog-Luckenwalder-Kreiskleinbahnen-Gesellschaft. Diese Funktion übte er einen längeren Zeitraum aus. Hirz war in seiner Ämterhäufung ebenso Oberfeldführer des DRK geworden.
Nach mehreren Reserevübungen stand er ab 1936 im Rangdienstalter eines Oberleutnant d. R. 1939 erhielt er den Dienstrang Hauptmann, ab Oktober 1940 Major. Zuvor fand am 20. April 1939 die Aufnahme in die SS statt mit der gleichzeitigen Ernennung eines Obersturmbannführers (Major), SS-Nummer 323.757, und der Zuteilung zum SS-Abschnitt XXIII Brandenburg-Süd statt. Vorausgegangen war ein Bittschreiben des II. Sturmbannes der SS-Standarte 80 durch H. Ruppel aus Jüterbog. 1944 erfolgte die Beförderung zum SS-Standartenführer. Hirz galt als sehr sportlich, er hatte alle drei Reichssportabzeichen. Während seines Fronteinsatzes als Chef einer Propaganda-Kompanie der Luftwaffe blieb die Stelle als Landrat des Kreises Jüterbog-Luckenwalde vakant und wurde nur kurz vom Großgrundbesitzer und Landschaftsrat (Ritterschaftsrat) Hans von Rochow-Stülpe ausgeübt. Als SS-Führer bekam er in den Jahren die konventionellen SS-Offiziers-Utensilien, den Totenkopfring und den Julleuchter. Vom 11. November 1943 ab bis 1945 war er wieder Leiter des Landratsamt Jüterbog-Luckenwalde. Jahrelang pflegte er einen engeren Kontakt zum in Treuenbrietzen wohnhaften Altparteigenossen Fritz Tittmann, der sich bereits 1940 für einen höheren SS-Rang für Hirz einsetzte. Seine Position als Kreisleiter der NSDAP wurde mehrfach dagegen neu besetzt, zuerst an den späteren Kreisleiter in Spremberg, Hugo Schröder, dann an Bernhard Schwidrowski aus Crossen. Gegen die Personalunion von Landrat und Kreisleiter wurde im Februar 1945 eine allgemeine Festlegung von Martin Bormann veröffentlicht. Hirz gehörte in der NSDAP der Sektion Gauleitung Brandenburg (Kurmark) an.
Über den Verbleib von Friedrich Wilhelm Hirz nach 1945 ist aktenkundig wenig bekannt.